# Stonehamtal
Stoneham är inom matematiken en viss klass av reella tal, uppkallad efter matematikern Richard G. Stoneham (1920–1996). För de relativt prima talen b, c > 1, definieras Stonehamtalet αb,c som:
{\displaystyle \alpha _{b,c}=\sum _{n=c^{k}>1}{\frac {1}{b^{n}n}}=\sum _{k=1}^{\infty }{\frac {1}{b^{c^{k}}c^{k}}}}
Det bevisades av Stoneham år 1973 att αb,c är b-normal när c är ett udda primtal och b är en primitiv rot av c2.